# 2-フェニル-3,6-ジメチルモルホリン
2-フェニル-3,6-ジメチルモルホリン(2-Phenyl-3,6-dimethylmorpholine)は、精神刺激薬、食欲減退薬の効果を持つフェンメトラジン系の薬品である。